# Polyrhachis dolomedes
Polyrhachis dolomedes é uma espécie de formiga do gênero Polyrhachis, pertencente à subfamília Formicinae.